# Hôtel Corinthia Bab Africa 1
L'hôtel Corinthia Bab Africa 1 est un gratte-ciel de cent mètres de hauteur construit en 2003 à Tripoli, la capitale de la Libye.
Il abrite sur 28 étages un hôtel.
C'est le premier gratte-ciel à avoir été construit en Libye avec la Al Fateh Tower, et c'est toujours l'un des plus hauts immeuble du pays.
L'architecte est l'agence d'architecture Xuereb Martin & Associates, basée à Malte.
Il est flanqué d'un immeuble plus petit (quatorze étages) et de forme similaire, qui porte quasiment le même nom (hôtel Corinthia Bab Africa 2).
Il a coûté 135 millions de $.
L'hôtel est la scène d'une attaque terroriste de Daech en janvier 2015 causant la mort de dix personnes dont cinq étrangers, parmi lesquels un Français.